# 408e Escadron tactique d'hélicoptères
Le 408e Escadron tactique d'hélicoptères ou 408 ETAH est une unité de l'Aviation royale du Canada basée sur la Base des Forces canadiennes Edmonton en Alberta. Opérant l'hélicoptère moyen Bell CH-146 Griffon, son rôle est de soutenir les activités du 1er Groupe-brigade mécanisé du Canada et du Secteur de l'Ouest de la Force terrestre. L'unité maintient un haut niveau de préparation au combat en rotation avec le 400 ETAH et le 430 ETAH.

## Histoire
L'escadron est formé pour la première fois en juin 1941 au Yorkshire, en Angleterre, en tant qu'unité de bombardement alliée. Pendant la guerre, il est équipé de Handley Page Hampdens, de Handley Page Halifax, puis d'Avro Lancasters. L'unité largue plus de 11 000 tonnes de bombes au cours de 4 610 vols, perdant 170 aéronefs et 933 hommes. Plus de 200 décorations sont présentées aux membres de l'escadron, qui reçoit 11 honneurs de batailles. En septembre 1945, quelques mois après la fin des hostilités, le 408e Escadron est dissous pour son rapatriement au Canada.

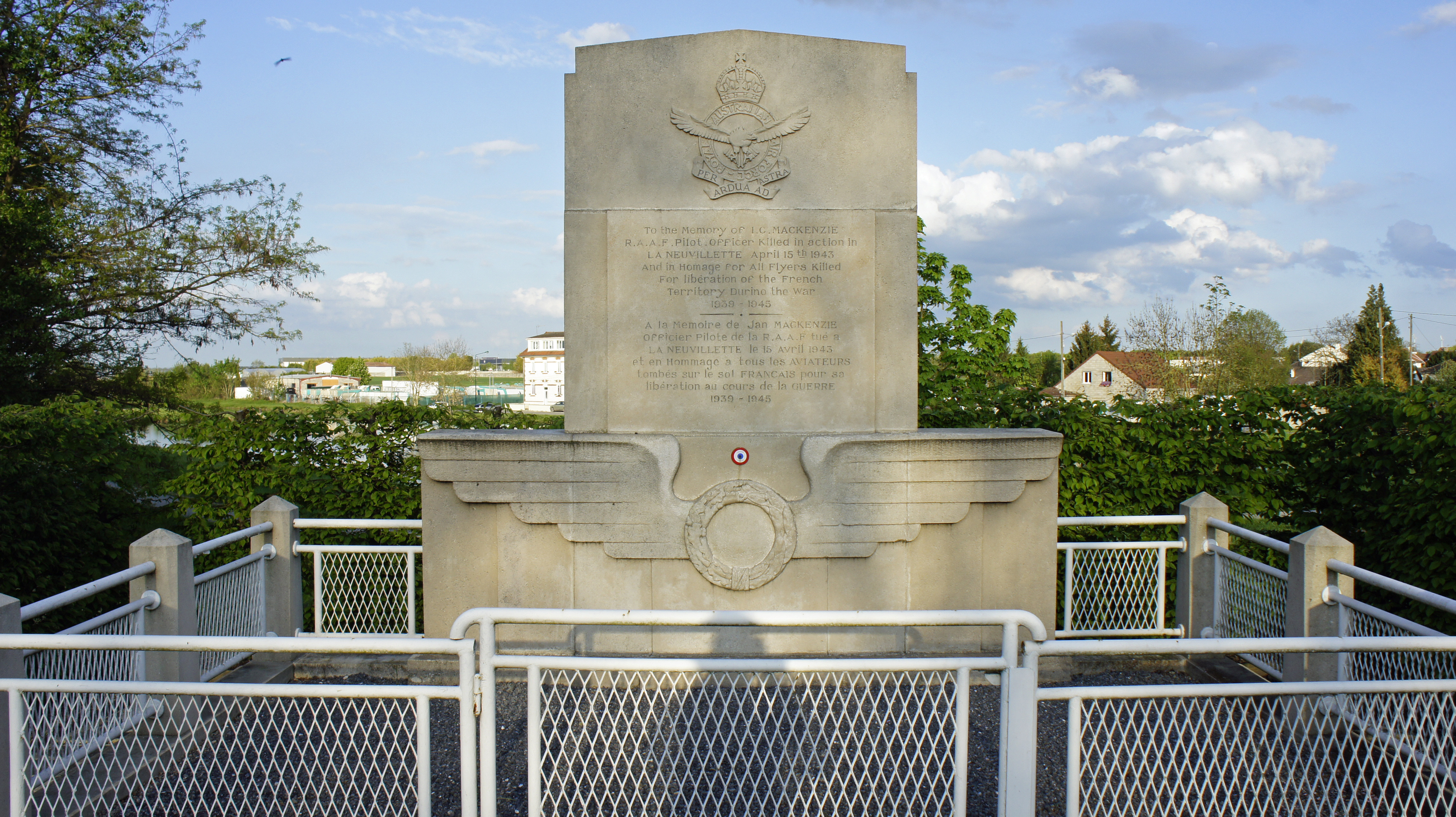
Mémorial à l'équipage australien du bombardier Halifax 408 G, de type MK II du 408e tombé à Reims le 15 avril 1943.

Réactivé en janvier 1949 à Ottawa en Ontario, il est chargé d'établir des cartes topographiques du Canada à l'aide de ses Lancaster, particulièrement dans le Grand Nord. En 1962, une escadrille équipée de chasseurs Canadair T-33 est formée à l'intérieur de l'escadron avec pour mission la reconnaissance photo en soutien à l'Armée de terre. En 1964, année ou l'escadron déménage à Rivers au Manitoba, les Lancaster des autres escadrilles sont mis au rencard et remplacés par le Douglas Dakota et le Fairchild Boxcar. Un an plus tard, les Boxcars sont remplacés par des Lockheed CC-130 Hercules. L'escadron est de nouveau dissous en 1970 en vue de sa reconversion prochaine.
C'est le 1er janvier 1971 sur la Base des Forces canadiennes Edmonton en Alberta que l'escadron prend sa forme actuelle, premièrement équipé d'hélicoptères Bell CH-135 Twin Huey et Bell CH-136 Kiowa. Sa tâche principale est de fournir un appui aérien tactique aux unités du 1er Groupe-brigade mécanisé. Dans ce cadre, l'escadron participate notamment à des missions dans la péninsule du Sinaï, au Honduras, en Haïti, en Bosnie, et au Kosovo. En 1996, l'escadron reçoit son équipement actuel, le Bell CH-146 Griffon, une évolution du Twin Huey.
Entre 2008 et 2011, l'unité déploie continuellement des militaires et des hélicoptères au sein de l'Escadre aérienne de la Force opérationnelle interarmées en Afghanistan.